# Calice (liturgie)
Pour les articles homonymes, voir Calice.

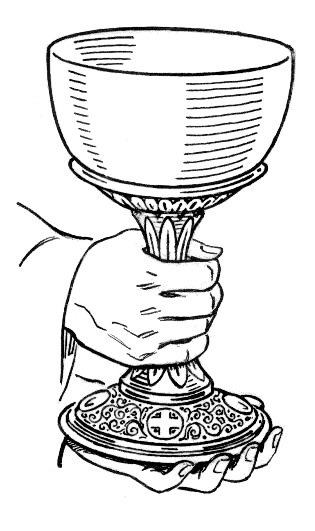

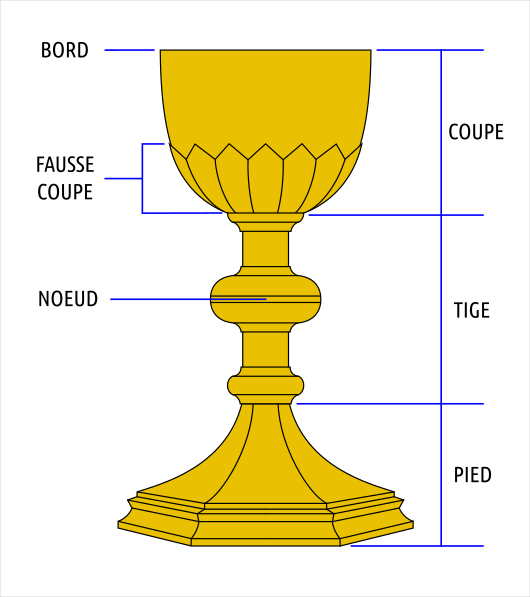
Schéma avec les parties d'un calice liturgique

Le calice, du mot grec kulix, est un vase sacré de la liturgie chrétienne, présentant la forme d'une coupe évasée portée sur un pied élevé. Il est employé dans la célébration eucharistique pour la consécration du vin, qui devient le sang du Christ. Le calice rappelle la coupe de vin de la Cène, le Saint Calice.

## Description
Le calice est une coupe au moins aussi profonde que large, généralement cylindrique, parfois hémisphérique, portée sur une tige plus haute que le vase et reposant sur un pied large. Au centre de la tige est généralement  un renflement appelé nœud, ou parfois pomme ou encore pommeau,  destiné à faciliter la prise en main. 
Les calices des premiers temps du christianisme sont faits de matières courantes, bois ou argile. Ainsi, le calice de saint Jérôme est en argile blanche. Par la suite, le calice est souvent en matière noble, or, argent ou vermeil, parfois incrusté de pierreries ou d'émaux. De nos jours, il peut être en simple métal ou même en poterie émaillée, « rappelant que le Christ s'est fait pauvre avec les pauvres ».
Il fallait les dissimuler aux regards des persécutions religieuses, soit romaines (saint Victor en  Algérie cache les vases d'or), soit républicaines, qui perquisitionnaient, recherchant ces vases précieux, soit communistes au XXe siècle.
Le calice figure sur les armoiries de la Galice, région d'Espagne.

## Art et littérature
Le calice est souvent représenté accompagné  d'une hostie.
C'est aussi le thème littéraire (sens dérivé) du  Saint Graal : le vase contenant le sang du Seigneur accompagné de la lance de Longin.
Dans les Évangiles, l'ange de la Consolation apporte au Christ un calice, au Jardin de Gethsémani, durant son agonie. Dans les œuvres d'art, on représente aussi parfois les anges recueillant le sang du Christ sur la Croix, durant la Passion, coulant de ses plaies, dans des calices. 
L'abbaye de Kremsmünster possède le calice de Tassilon depuis le VIIIe siècle.

## Québec
Au Québec, le mot calice est un sacre commun.

## Galerie

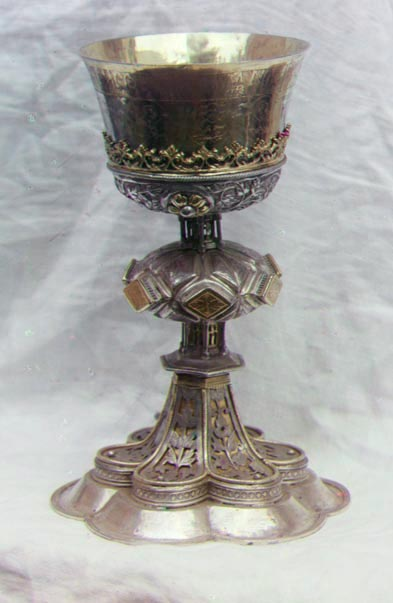
Un calice
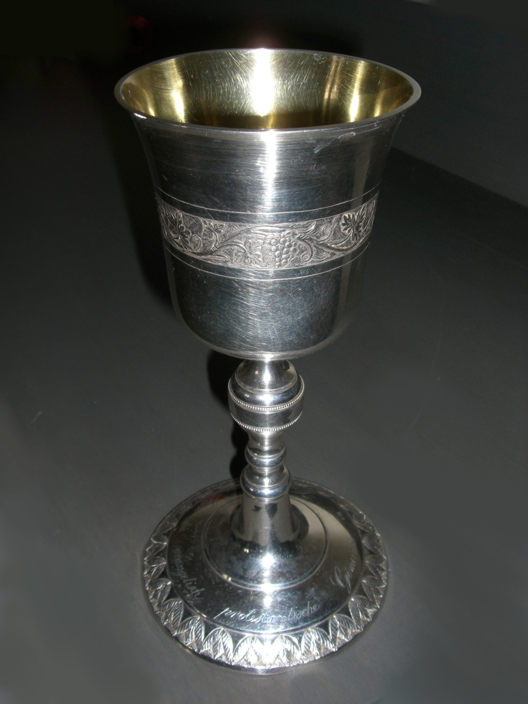
Un calice orné de motifs de vignes
Blason de la Galice
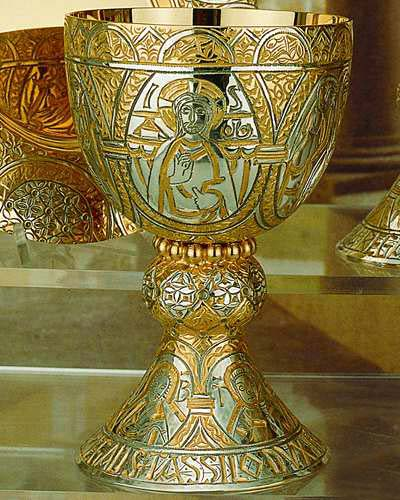
Reproduction du calice de Tassilon, à l'abbaye de Kremsmünster
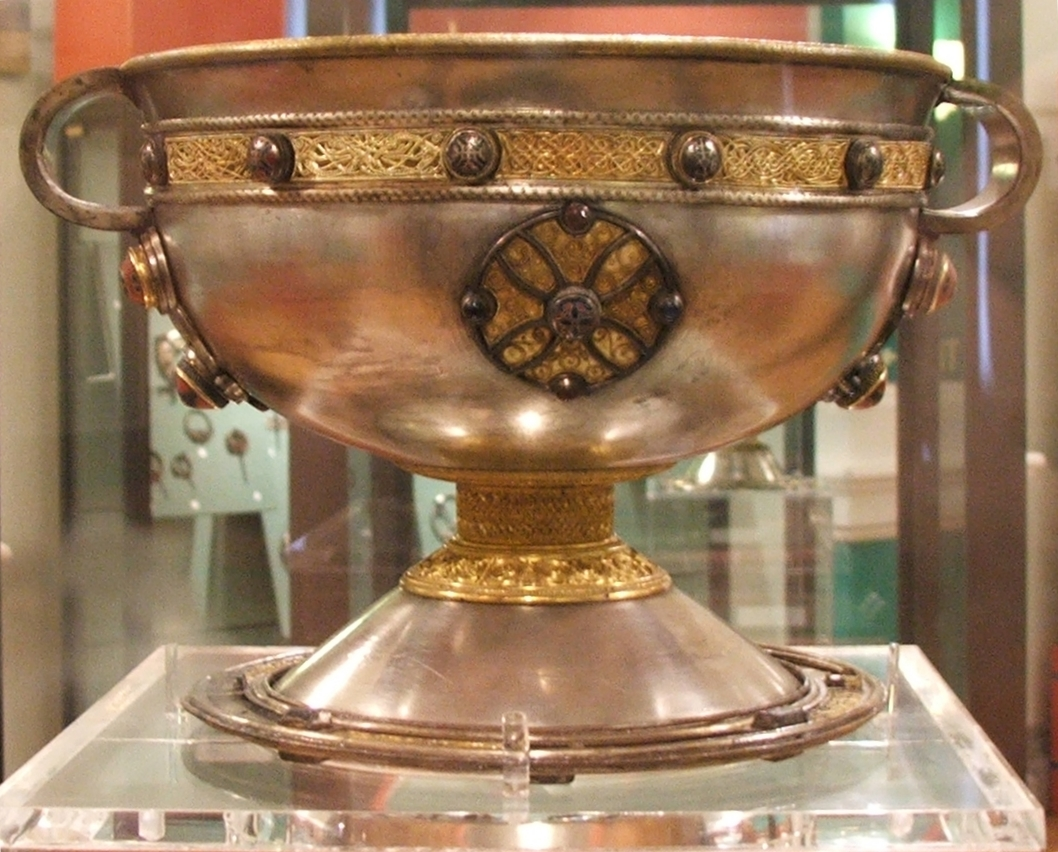
calice celte  Ardagh, Irlande
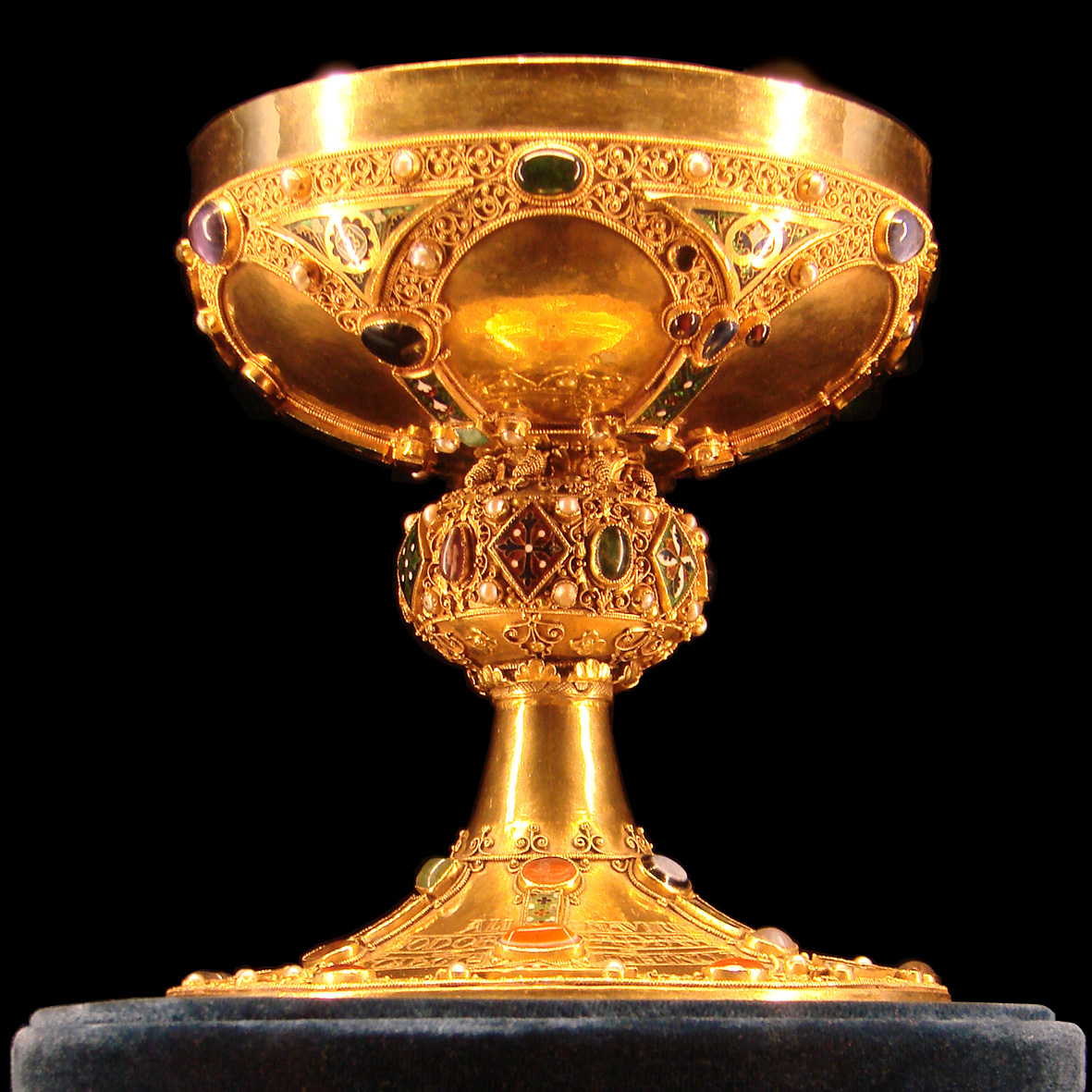
Calice du sacre, XIIe siècle, Palais du Tau, Trésor de la cathédrale de Reims
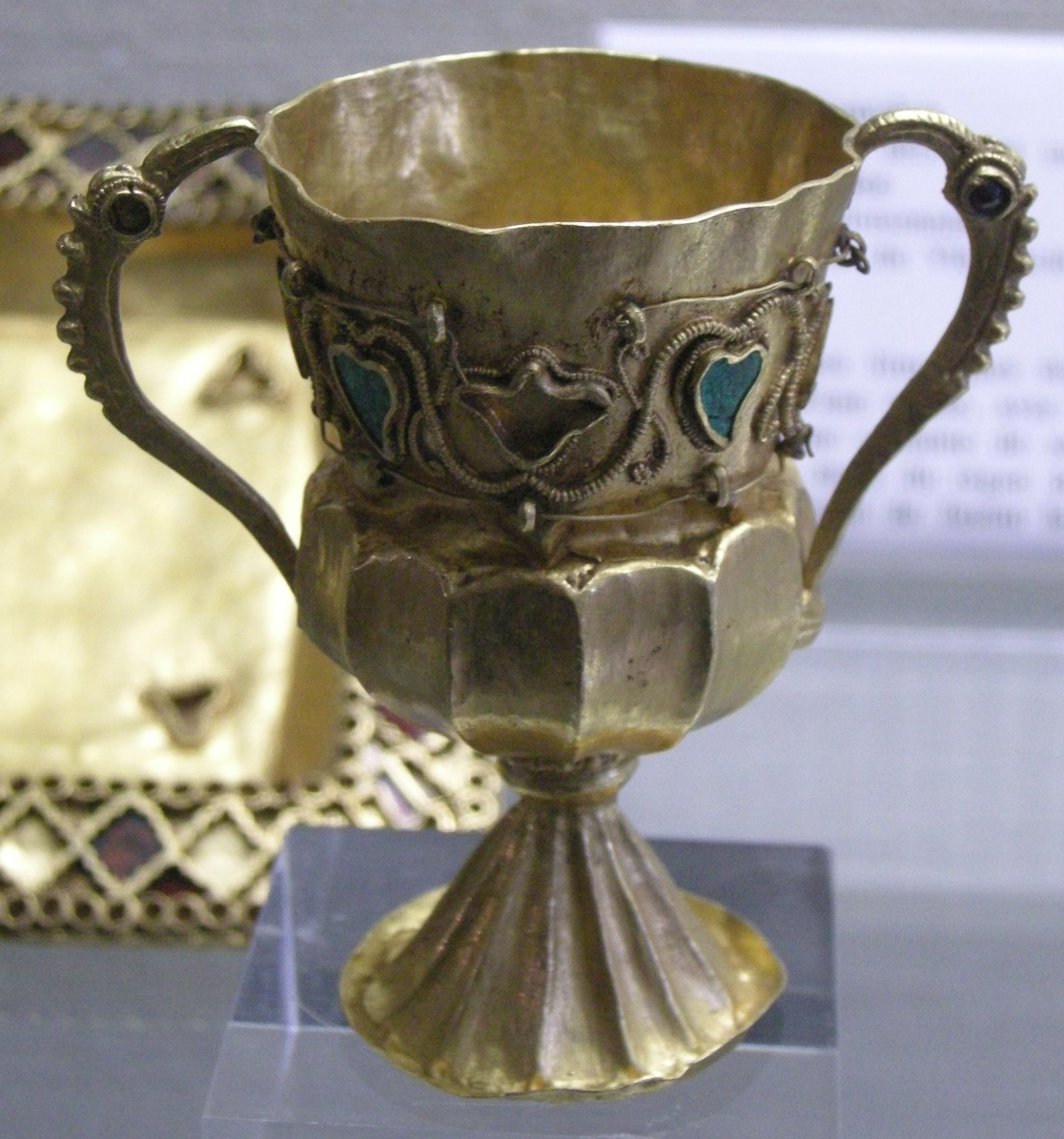
Calice du trésor de Gourdon
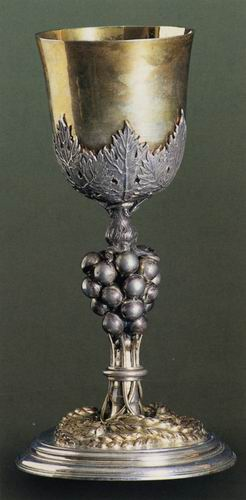
Calice de Merlini
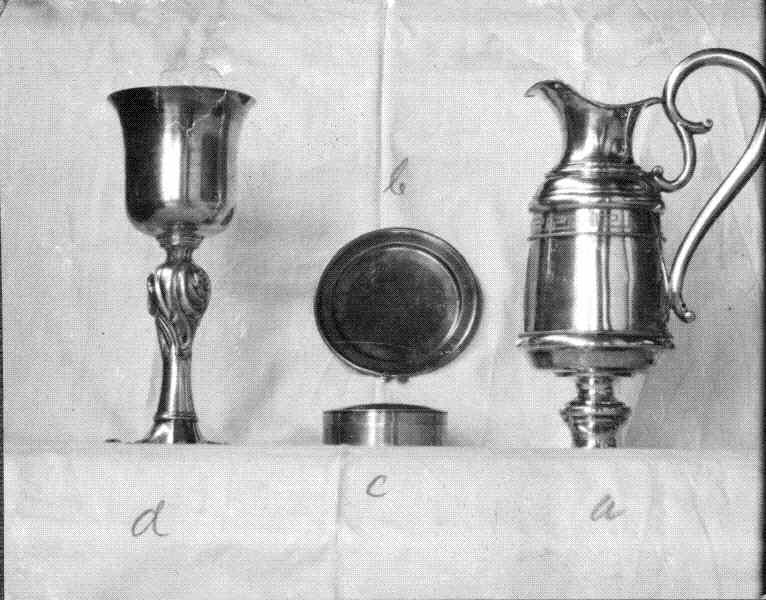
Calice et pichet (Suède)
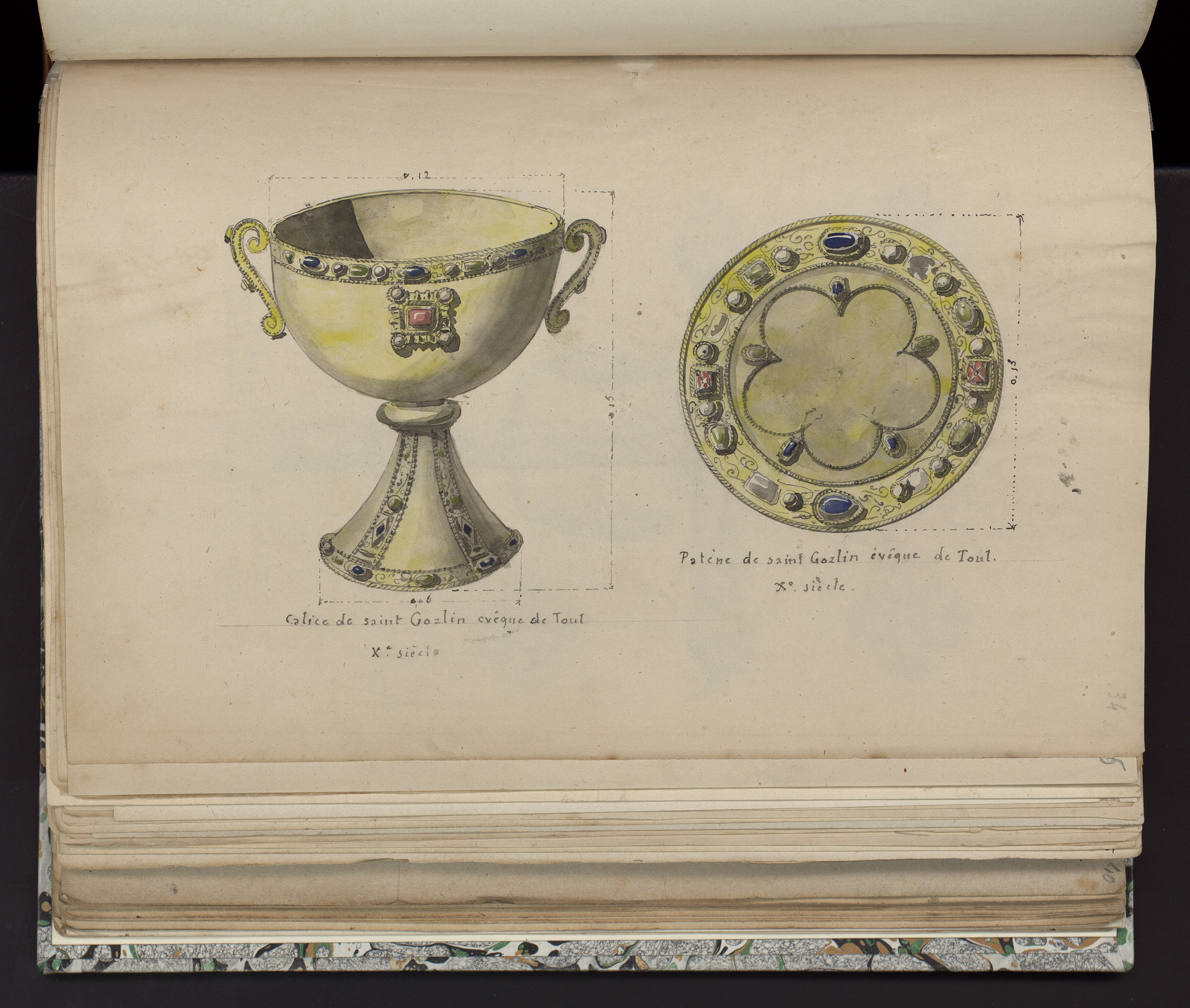
Calice et patène de Gauzelin de Toul (Xe siècle)